# Nino Persello
Primo Giuseppe Persello, más conocido como Nino Persello (n. Moruzzo, Friuli-Venecia Julia, Italia; 1 de enero de 1926 - f. Údine, Friul-Venecia Julia, Italia; 14 de noviembre de 1990) fue un actor, productor y director teatral italiano que desarrolló parte de su extensa carrera en Argentina.

## Carrera
Italiano de origen campesino, debutó en la cinematografía argentina en 1949, en Un hombre solo no vale nada. A lo largo de su estancia en la Argentina compartió escena con eximias figuras de la escena nacional como Alba Castellanos, Luis Dávila, Francisco de Paula, Olga Vilmar, Irma Roy, Ángel Walk, Duilio Marzio, Domingo Sapelli, Ana María Cassan, Pedro Laxart, entre muchos otros.
Su último film en Argentina fue en 1961 con Casi al fin del mundo en una coproducción Argentina-Italia, junto a Egle Martin e Iris Portillo.
También se destacó en radio por LU6 en 1951, y en teatro al formar su Compañía Radioteatral con la que hace en el Teatro Odeón, la obra La virgencita de los pescadores de Andrés Sanguinetti, con Esther Borda, María Cristina Bermejo y  Ernesto Subic. En el Teatro Colón hace funcionar la obra Miguelo, el perseguido de Juan Carlos Chiappe.

## Filmografía
- 1949: Un hombre solo no vale nada
- 1949: Un pecado por mes
- 1949: La doctora quiere tangos
- 1949: Miguitas en la cama
- 1950: El diablo de las vidalas
- 1951: Volver a la vida
- 1953: Rebelión en los llanos
- 1954: La calle del pecado
- 1954: Caídos en el infierno
- 1955: Los hermanos corsos
- 1957: Continente blanco
- 1958: El festín de Satanás
- 1960: Un amor en el confin del mundo
- 1961: Los hampones
- 1961: Casi al fin del mundo
- 1963: El duque Negro (César Borgia)
- 1963: El proceso de Venezia
- 1964: El puente de los suspiros
- 1964: Maciste en las minas del rey Salomón
- 1964: Saúl y David
- 1966: Delito casi perfecto[4]

## Fallecimiento
Nino Persello falleció trágicamente debido a un accidente automovilístico en Italia el 14 de noviembre de 1990. Tenía 63 años.